# Alchemilla erlangeriana
Alchemilla erlangeriana é uma espécie de rosácea do gênero Alchemilla, pertencente à família Rosaceae.